# Neobrachyglossum punctatum
Neobrachyglossum punctatum är en tvåvingeart som beskrevs av Krober 1915. Neobrachyglossum punctatum ingår i släktet Neobrachyglossum och familjen stekelflugor.
Artens utbredningsområde är Turkiet. Inga underarter finns listade i Catalogue of Life.